# Hadroet
Hadroet (Azerbeidzjaans: Hadrut; Armeens: Հադրութ) is een plaats in het Azerbeidzjaanse district Xocavənd. In 2015 woonden er 3378 mensen.

## Etymologie
De naam van de stad komt van het Perzische Ha (tussen) Du (twee) Rut (kreek), doelend op de ligging van de stad tussen twee kreken.

## Geschiedenis

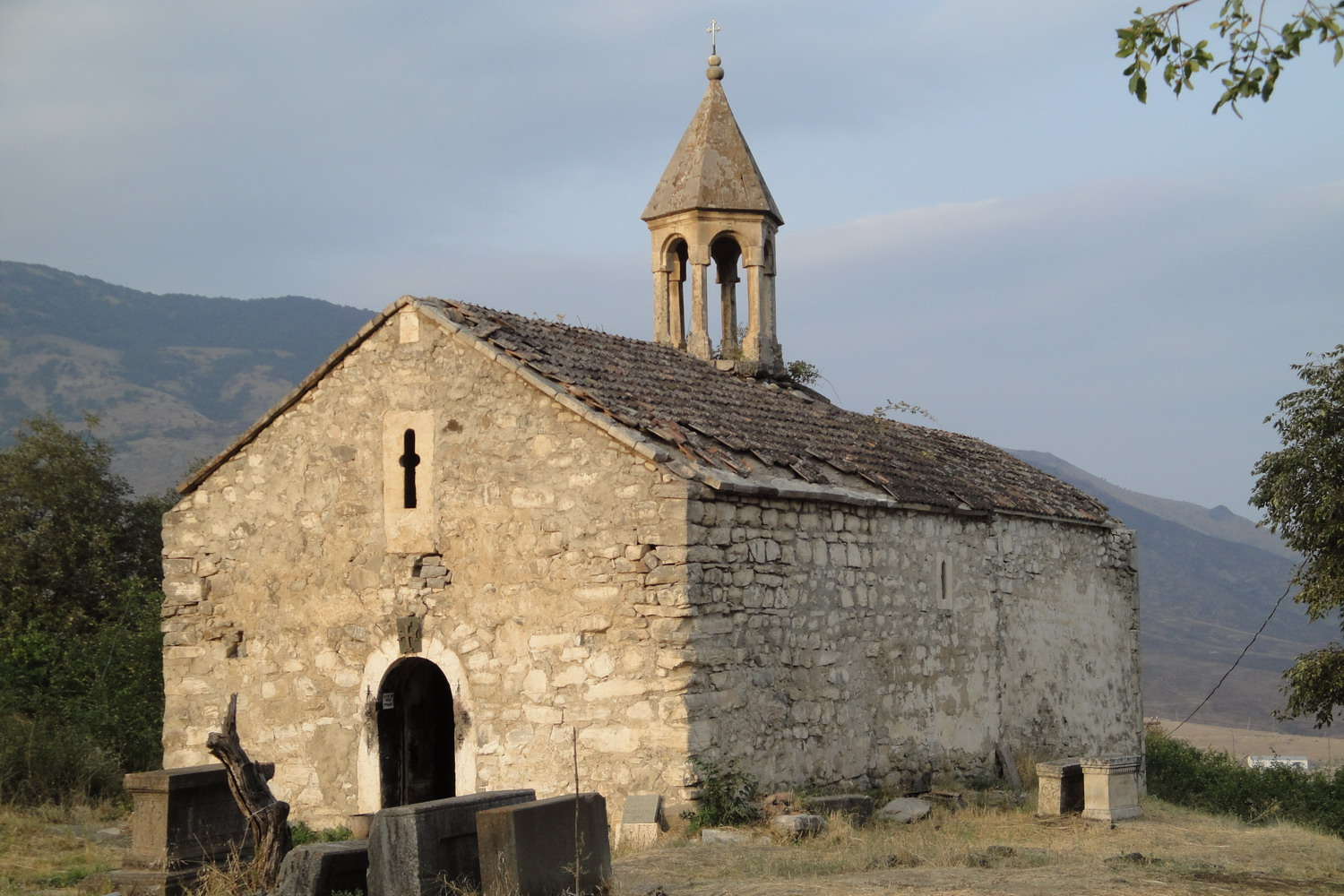
De Spitak Chach (Witte Kruis) kerk in Hadroet uit de 14e eeuw.

De vroegste gedocumenteerde referentie aan Hadroet gaat terug naar 1428. Verschillende bouwwerken, fortificaties en religieuze gebouwen zoals het Spitak Chach (Witte Kruis) klooster uit de 14 eeuw duiden op een ontstaan in deze periode. Met de Russische overheersing in de 19e eeuw werd in Hadroet een militaire eenheid gestationeerd en begon de plaats zich te ontwikkelen. In 1823 had Hadroet 229 inwoners, rond 1900 waren dat er 2.300.
Hadroet lag vanaf de tweede helft van de 19e eeuw in het oejezd Dzjebrail van het Gouvernement Jelizavetpol van het Russisch Rijk. In 1921 werd Hadroet tegen de Armeense wens in aan de Azerbeidzjaanse Socialistische Sovjetrepubliek toegewezen en stokte de ontwikkeling in eerste instantie. Bijna alle industriële ondernemingen werden gesloten, vruchtbare moerbeiboomgaarden werden gekapt, en een aantal gebouwen werd gesloopt.
In 1923 werd Hadroet opgenomen in de Nagorno-Karabachse Autonome Oblast werd toegevoegd, waarbinnen het 1930 het bestuurlijk centrum werd van het nieuwe rajon Dizak, dat in 1939 werd hernoemd naar Hadroet. In 1963 werd Hadroet gepromoveerd tot nederzetting met stedelijk karakter. Er kwamen verschillende faciliteiten die pasten bij deze status: een museumgebouw (1930), een redactiegebouw (1950), een wijnmakerij (1960), een bioscoop (1970), en een Huis van Cultuur in 1980.
Na de oorlog in de jaren 1990 maakte de plaats deel uit van de niet-erkende Republiek Nagorno-Karabach en begon een nieuwe fase van ontwikkeling.

### Oorlog 2020
Tijdens de oorlog in Nagorno-Karabach van 2020 was Hadroet het toneel van zware gevechten vanwege de hoge symbolische waarde voor beide partijen. Het zou de eerste grotere plaats zijn binnen de grenzen van het voormalige oblast Nagorno Karabach die Azerbeidzjan zou heroveren. Op 10 december 2020 maakte de Republiek Artsach / Nagorno Karabach een lijst bekend met plaatsen die het aan Azerbeidzjan was kwijtgeraakt, waaronder Hadroet. De meeste inwoners vluchtten als gevolg van de Azerbeidzjaanse inname weg uit de stad.

### Wederopbouw
De Azerbeidzjaanse overheid begon in 2021 met de wederopbouw van de stad om haar klaar te maken voor bewoning door circa 6.000 Azerbeidzjanen. Op 26 juni 2021 werd het herdenkingsmonument "IJzeren Vuist", refererend aan de naam van de militaire operatie in 2020 ter "bevrijding van de bezette gebieden". Enkele maanden later werd begonnen met de bouw van een nieuwe moskee. Azerbeidjzan werd beschuldigd van het vernielen van Karabach-Armeense begraafplaatsen in Hadroet.